# Cornet Obolensky
Cornet Obolensky (* 1999) ist ein belgischer Schimmelhengst, der im Sport von dem deutschen Springreiter Marco Kutscher geritten wurde.
Cornet Obolenskys Vater Clinton war unter Dirk Demeersman einer der weltweit erfolgreichsten Springhengste.

## Sportkarriere
Vierjährig kam der Hengst in den Beritt von Marco Kutscher, wo er auch bis zu seinem Karriereende blieb. Zu den größten Erfolgen von Kutscher und Cornet Obolensky zählen ein dritter Platz bei der Deutschen Meisterschaft 2008 sowie die Mannschaftsgoldmedaille bei den Europameisterschaften 2011.
Beide gewannen außerdem zum Beispiel das Weltcupspringen von Zürich 2012. Als Teil der deutschen Mannschaft hatten sie Anteil an den Siegen im Samsung-Super-League-Finale 2008 in Barcelona sowie in den Nationenpreisen von Rotterdam 2008, 2011 und 2012 und Rom 2012.
Im Jahr 2012 war Cornet Obolensky das von einem deutschen Reiter gerittene Springpferd mit der höchsten Jahresgewinnsumme, diese betrug 339.842 Euro. Zum Stand Ende 2012 betrug die Lebensgewinnsumme von Cornet Obolensky 799.952 Euro.
Unrühmliche Bekanntheit über den Springreitsport hinweg erlangte das Paar bei den Olympischen Spielen 2008. Nach dem ersten Umlauf des Mannschaftswettbewerbes wurde Cornet Obolensky von einer Pflegerin Arnika und Lactanase verabreicht. Cornet Obolensky erlitt anschließend einen kurzzeitigen Schwächeanfall, wurde jedoch am Folgetag im zweiten Umlauf des Nationenpreises eingesetzt. Die verabreichten Mittel wurden jedoch nicht beim zuständigen Turniertierarzt angemeldet. Dies wurde durch Medienberichte und Zeugenaussagen erst nach den Olympischen Spielen öffentlich, eine Dopingprobe war während des Wettbewerbs nicht entnommen worden.
Seinen letzten Auftritt im internationalen Sport hatte Cornet Obolensky beim mit 1.000.000 Euro dotierten Großen Preis von Rio de Janeiro Anfang Oktober 2012. Gegen Ende seiner Sportkarriere trat er bereits regelmäßig gegen seine Söhne und Töchter an, so zum Beispiel in Rio de Janeiro gegen Cornet d’Amour (unter Daniel Deußer). Nun wird er ausschließlich als Zuchthengst eingesetzt.

## Zuchtkarriere
Cornet Obolensky stammt aus der Zucht von Thierry Degraeve. Er trug ursprünglich den Namen Windows van het Costersveld (in der Zucht des Belgischen Warmbluts beginnen die Namen der Pferde eines Jahrgangs jeweils mit demselben Buchstaben, im Jahr 1999 war dies das W).
Im Jahr 2001 wurde Cornet Obolensky, nun unter neuem Namen, in Münster-Handorf gekört. Bereits 2010, im Alter von elf Jahren, hatte der Hengst etwa 50 gekörte Söhne sowie mehrere Staatsprämienstuten als Töchter. Zum Jahresende 2011 betrug die Lebensgewinnsumme seiner Nachkommen im Sport 469.057 Euro.

### Im Sport erfolgreiche Nachkommen (in Auswahl)
- Cornado NRW (* 2003, Westfälischer Schimmelhengst, Muttervater: Acobat): mit Marcus Ehning u. a. Sieger im Großen Preis von Herning 2013 (CSI 3*) und im Weltcupspringen von Bordeaux 2014 (CSI 5*-W)[8]
- Cocoshynsky (* 2003, braue Westfälische Stute, Muttervater: Popcorn): mit Emanuele Gaudiano u. a. Sieger im Großen Preis von Palermo 2011 (CSI 3*) und Sieger im Championat von Braunschweig 2012 (CSI 4*)
- Comme il faut (* 2005, brauner Westfälischer Hengst, Mutter: Ratina Z): mit Franz-Josef Dahlmann u. a. 2. Platz bei der Weltmeisterschaft der fünfjährigen Springpferde 2010 und 2. Platz beim Bundeschampionat sechsjährige Springpferde 2011
- Contifex (* 2003, dunkelbrauner Westfälischer Hengst, Muttervater: Coronino): mit Denis Lynch u. a. 4. Platz im Weltcupspringen von Bordeaux 2012 (CSI 5*-W) und 2. Platz beim Equita Masters 2011 (CSI 5*-W Lyon)
- Cornet d’Amour (* 2003, Westfälischer Schimmelwallach, Muttervater: Damiani): mit Pedro Veniss u. a. 3. Platz in der Copa de S.M. la Reina beim CSIO 5* Barcelona 2011 und mit Daniel Deußer 1. Platz im Weltcupspringen von Wellington 2013 (CSI 5*-W)
- Cornet’s Balou (* 2006, brauner Oldenburger Springpferde-Hengst, Muttervater: Continue): mit Patrick Stühlmeyer Bundeschampion der fünfjährigen Springpferde 2011
- Cornet’s Cristallo (* 2003, brauner Westfälischer Wallach, Muttervater: Pilot): mit Florian Meyer zu Hartum u. a. 3. Platz im Gold Cup bei den Munich Indoors 2011 (CSI 4*)
- Cornet’s Stern (* 2003, Westfälischer Schimmelhengst, Muttervater: Pilot): mit Christian Temme Bundeschampion der fünfjährigen Springpferde 2008[9]